# Richard Brooks
Richard Brooks (właśc. Reuben Sax; ur. 18 maja 1912 w Filadelfii, zm. 11 marca 1992 w Beverly Hills) – amerykański reżyser, scenarzysta i producent filmowy. Laureat Oscara za najlepszy scenariusz adaptowany do wyreżyserowanego przez siebie filmu Elmer Gantry (1960).

## Filmografia

### reżyser
- Kryzys (Crisis, 1950)
- Ostatni termin (Deadline – U.S.A., 1952)
- The Light Touch (1952)
- Take the High Ground!  (1953)
- Arena walki (Battle Circus, 1953)
- Kiedy ostatni raz widziałem Paryż (The Last Time I Saw Paris, 1954)
- The Flame and the Flesh (1954)
- Szkolna Dżungla (The Blackboard Jungle, 1955)
- Ostatnie polowanie (The Last Hunt, 1956)
- The Catered Affair (1956)
- Something of Value  (1957)
- Bracia Karamazow (The Brothers Karamazov, 1958)
- Kotka na gorącym blaszanym dachu (Cat on a Hot Tin Roof, 1958)
- Elmer Gantry  (1960)
- Słodki ptak młodości (Sweet Bird of Youth, 1962)
- Lord Jim  (1965)
- Zawodowcy (The Professionals, 1966)
- Z zimną krwią (In Cold Blood, 1967)
- The Happy Ending (1969)
- Dolary ($, 1971)
- Z zaciśniętymi zębami (Bite the Bullet, 1975)
- W poszukiwaniu idealnego kochanka (Looking for Mr. Goodbar, 1977)
- Wrong Is Right (1982)
- Gorączka hazardu (Fever Pitch, 1985)

### scenarzysta
- Men of Texas (1942)
- White Savage (1943)
- Cobra Woman (1944)
- Zabójcy (The Killers, 1946)
- Swell Guy (1946)
- Brutalna siła (Brute Force, 1947)
- Koralowa wyspa (Key Largo, 1948)
- To the Victor (1948)
- Any Number Can Play (1949)
- Mystery Street (1950)
- Kryzys (Crisis, 1950)
- Storm Warning (1951)
- The Light Touch (1952)
- Ostatni termin (Deadline – U.S.A., 1952)
- Arena walki (Battle Circus, 1953)
- Kiedy ostatni raz widziałem Paryż (The Last Time I Saw Paris, 1954)
- Szkolna Dżungla (The Blackboard Jungle, 1955)
- Ostatnie polowanie (The Last Hunt, 1956)
- Something of Value (1957)
- Bracia Karamazow (The Brothers Karamazov, 1958)
- Kotka na gorącym blaszanym dachu (Cat on a Hot Tin Roof, 1958)
- Elmer Gantry (1960) (nagroda Oscara)
- Słodki ptak młodości (Sweet Bird of Youth, 1962)
- Lord Jim (1965)
- Zawodowcy (The Professionals, 1966)
- Z zimną krwią (In Cold Blood, 1967)
- The Happy Ending (1969)
- Dolary ($, 1971)
- Z zaciśniętymi zębami (Bite the Bullet, 1975)
- W poszukiwaniu idealnego kochanka (Looking for Mr. Goodbar, 1977)
- Wrong Is Right (1982)
- Gorączka hazardu (Fever Pitch, 1985)